# Micrognàtia
La micrognàtia és un trastorn on la mandíbula és de mida inferior. De vegades també s'anomena hipoplàsia mandibular. És freqüent en nadons, però generalment es corregeix automàticament durant el creixement, a causa de l'augment de mida de les mandíbules. Pot ser una causa d'alineació anormal de les dents i en casos greus pot dificultar l'alimentació. També pot, tant en adults com en nens, dificultar la intubació, ja sigui durant l'anestèsia o en situacions d'emergència.

## Causes

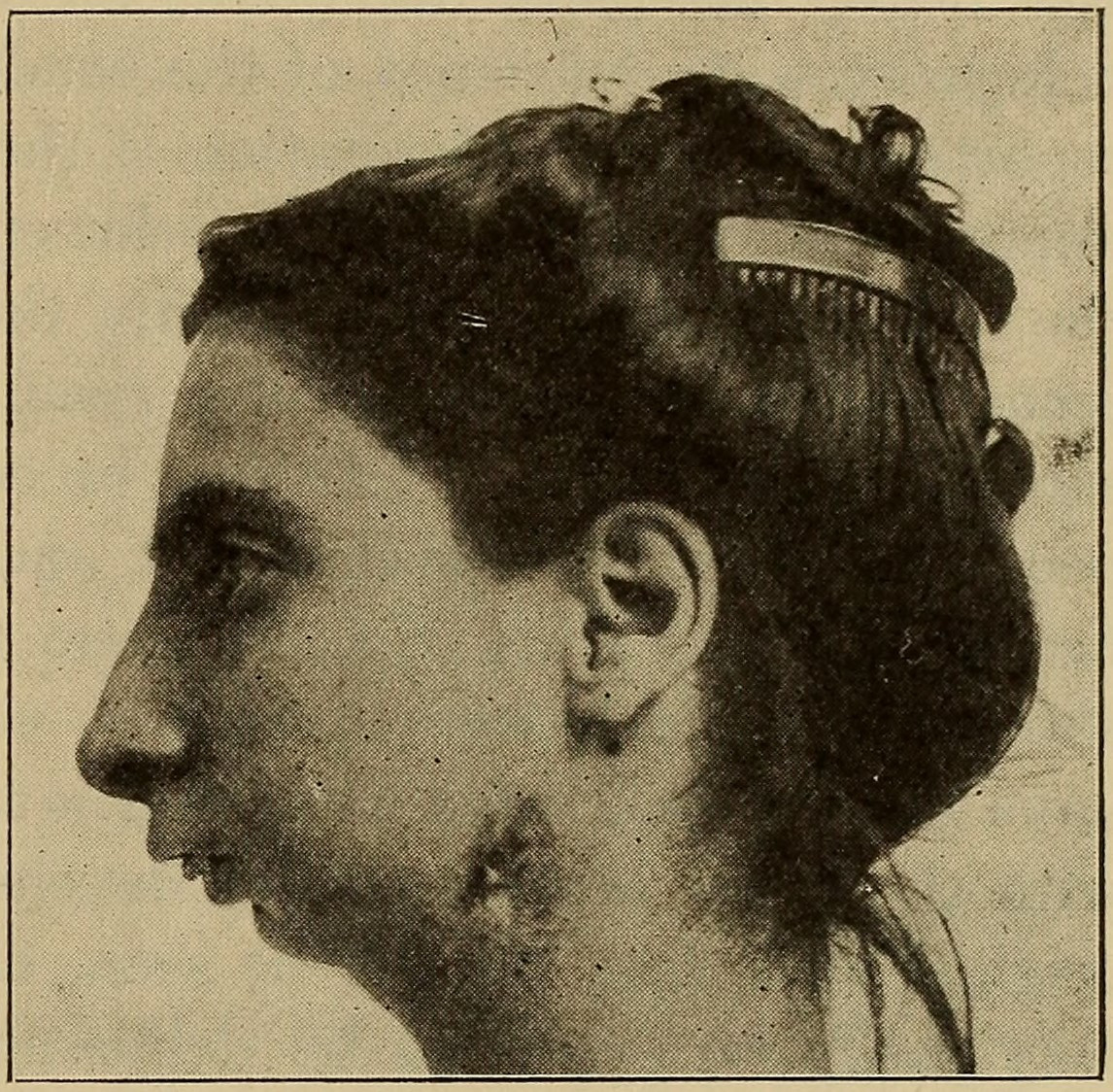
Micrognatia severa en un jove de 23 anys

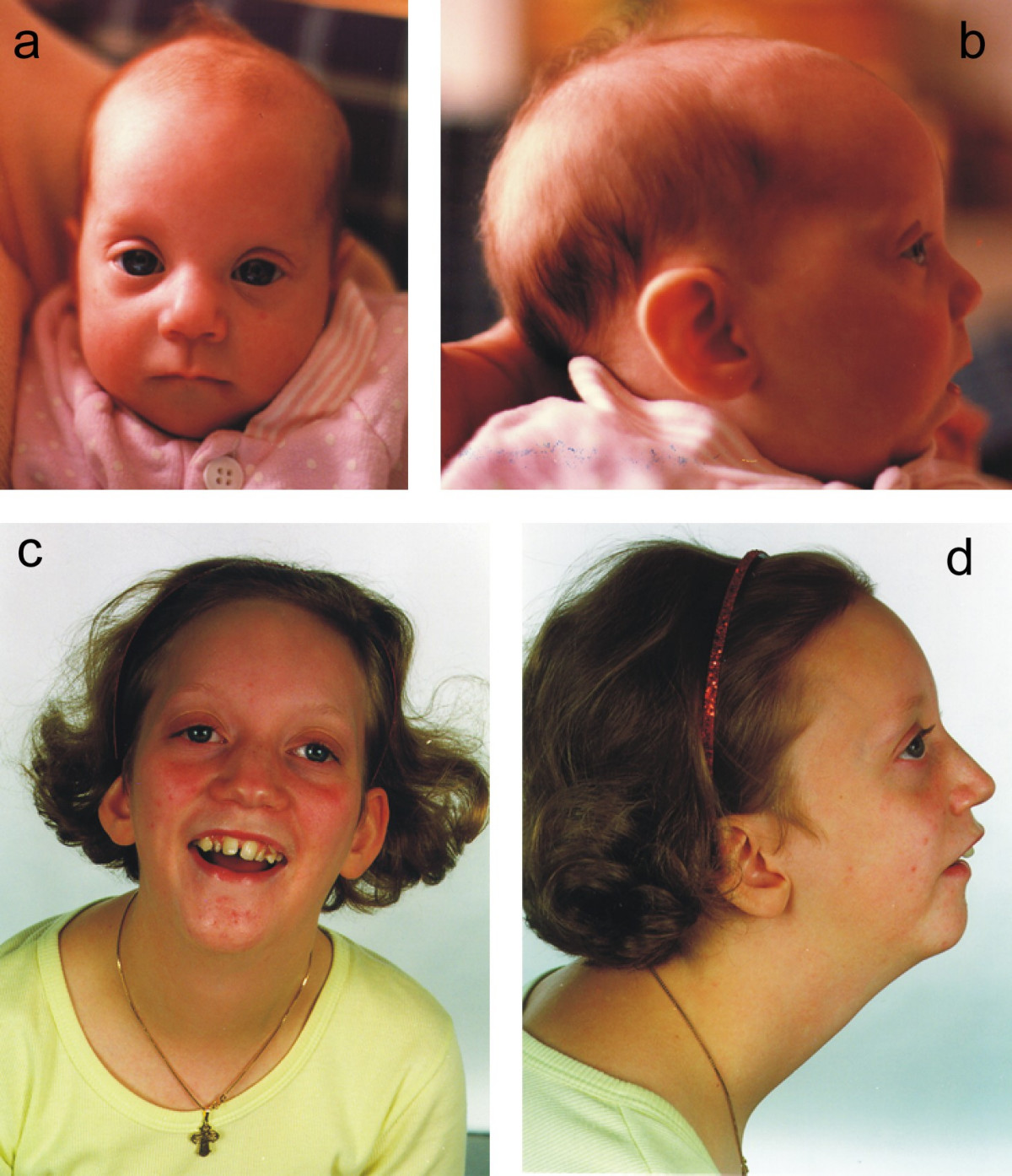
Micrognatia a la Síndrome de Pitt-Rogers-Danks (PRDS)

Segons l'NCBI, les condicions següents presenten micrognàtia:
- Síndrome de monosomia parcial 11q
- Acidúria 3-metilglutacònica, tipus VIIB
- 46,XY inversió de sexe 4
- Síndrome de monosomia parcial 4p
- Síndrome d'Achard
- Disostosi acrofacial tipus Cincinnati
- Disostosi acrofacial tipus Rodríguez
- Disostosi acrofacial, tipus Catània
- Síndrome d'aspecte facial acromegaloide
- Síndrome d'Adams-Oliver 2
- Complex agnatia-otocefàlia.
- trastorn congènit de la glicosilació-ALG1
- Displàsia capil·lar alveolar amb desalineació venosa pulmonar
- Microcefàlia letal Amish
- Síndrome d'Andersen-Tawil
- Aprosencefàlia disgènesi cerebel·losa
- Síndrome de la tortuositat arterial
- Artrogriposi multiple congenita 1, neurogènica, amb defecte de la mielina
- Artrogriposi múltiple congènita 4, neurogènica, amb agènesi del cos callós
- Artrogriposi múltiple congènita 5
- Artrogriposi, distal, tipus 2E
- Trastorn de l'espectre autista a causa de la deficiència d'AUTS2.
- Síndrome de Robinow 1-3 autosòmica dominant
- Síndrome de pterigi múltiple autosòmica recessiva
- Osteopetrosi autosòmica recessiva 5
- Síndrome de Robinow autosòmica recessiva
- Paraplegia espàstica autosòmica recessiva tipus 70
- Miopatia congènita de Bailey-Bloch
- Síndrome de Baller-Gerold
- Síndrome de Barber-Say
- Síndrome de Bartsocas-Papas 1 i 2
- Síndrome de Bohring-Opitz
- Síndrome de Bowen-Conradi
- Síndrome C
- Displàsia camptomèlica
- Síndrome cardio-facio-cutani
- Síndrome d'ull de gat
- Síndrome de Catel-Manzke
- Síndrome cerebro-costo-mandibular
- Síndrome cerebro-oculo-facio-esquelètica 1-4
- Associació CHARGE
- Condrodisplàsia tipus Blomstrand
- Condrodisplàsia amb luxacions articulars, tipus gPAPP
- Disostosi cleidocranial
- Síndrome de Coffin-Siris 6 i 12
- Trastorn congènit de la glicosilació COG1
- Trastorn congènit de la glicosilació COG7
- Trastorn congènit de la glicosilació COG8
- Síndrome de Cohen
- Síndrome de sudoració induïda pel fred 1
- Síndrome de Cole-Carpenter 1
- Osteocondrodisplàsia letal complexa
- Aracnodactilia contractual congènita
- Trastorn congènit de la glicosilació tipus 1E
- Trastorn congènit de la glicosilació, tipus IIr
- Trastorn congènit de la glicosilació, tipus IIw
- Acidosi làctica congènita, tipus Saguenay-Lac-Saint-Jean
- Síndrome miastènica congènita 19
- Miopatia congènita 20
- Miopatia congènita 22A, clàssica
- Miopatia congènita 22B, fetal greu
- Síndrome de Cornelia de Lange 1, 3 i 5
- Síndrome de Costello
- Síndrome de Cowden 5 i 6
- Displàsia cranioectodèrmica 2 i 3
- Microsomia craniofacial
- Cutis laxa, autosòmica recessiva, tipus 1B
- Acidúria D-2-hidroxiglutàrica 1
- Desmosterolosi
- Encefalopatia epilèptica i del desenvolupament 64, 77, 80 i 100
- Anèmia de Diamond-Blackfan 1, 6, 10, 14 (amb disostosi mandibulofacial), 15 (amb disostosi mandibulofacial), 21
- Hèrnia diafragmàtica 4, amb defectes cardiovasculars
- Diarrea 10, tipus enteropatia amb pèrdua de proteïnes
- Síndrome de DiGeorge
- Artrogriposi distal tipus 2B1 i 5D
- DPAGT1-trastorn congènit de la glicosilació
- Síndrome de Dubowitz
- Disosteosclerosis
- Síndrome d'Ehlers-Danlos, de tipus clàssic, 2
- Síndrome d'Ehlers-Danlos, tipus dermatosparaxis
- Síndrome d'Ehlers-Danlos, tipus espondilodisplàstic, 1
- Síndrome d'Emanuel
- Epilèpsia, lligada a l'X 2, amb o sense deteriorament del desenvolupament intel·lectual i característiques dismòrfiques
- Anèmia de Fanconi grups de complementació L i P
- Síndrome de Faundes-Banka
- Síndrome de Feingold tipus 1
- Síndrome FG 1
- Fibrocondrogènesi 2
- Displàsia fibromuscular, multifocal
- Síndrome progeroide de Fontaine
- Síndrome de Frank-Ter Haar
- Síndrome de Fraser 3
- Síndrome de Galloway-Mowat 1, 2 (enllaçat a l'X), 3 i 7
- Síndrome GAPO
- Malaltia de Gaucher letal perinatal
- Síndrome genitopatel·lar
- Síndrome de Gordon
- Granulocitopènia amb anormalitat de la immunoglobulina.
- Displàsia de Greenberg
- Síndrome de Hajdu-Cheney
- Síndrome de Hallermann-Streiff
- Hamartoma de l'hipotàlem
- Paraplegia espàstica hereditària 23
- Holoprosencefàlia 13, lligada a l'X

- Síndrome de Hutchinson-Gilford
- Síndrome hidroletal 1 i 2
- Immunodeficiència 49

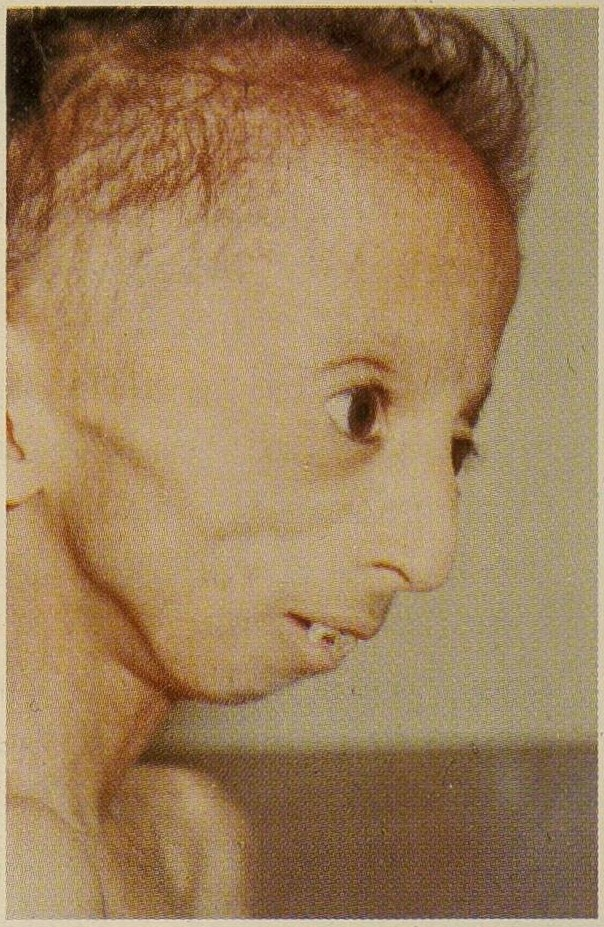
Micrognatisme a la síndrome de Hutchinson-Gilford

- Síndrome d'immunodeficiència-inestabilitat centromèrica-anomalies facials 1
- Distròfia neuroaxonal infantil
- Atròfia muscular espinal d'inici infantil
- Trastorn del desenvolupament intel·lectual, autosòmic dominant 64, 65 i 70
- Discapacitat intel·lectual, autosòmica dominant 1
- Discapacitat intel·lectual, vinculada a X 61
- Discapacitat intel·lectual, sindròmica lligada a l'X, tipus Turner
- Discapacitat intel·lectual, lligada a l'X, sindròmica, tipus Bain
- Ppaladar fes aïllat
- Hipoglòssia/aglòssia congènita aïllada
- Síndrome de Pierre-Robin aïllat
- Síndrome similar a la isotretinoïna.
- Síndrome de Kabuki
- Síndrome de Keppen-Lubinsky
- Síndrome de Knobloch 2
- Síndrome de Langer-Giedion
- Síndrome semblant a Larsen, tipus B3GAT3
- Síndrome de meningocele lateral
- Síndrome de Legius
- Síndrome de contractura congènita letal 1, 2, 7 i 9
- Síndrome semblant a la Kniest letal
- Síndrome de pterigi múltiple letal
- Lisencefàlia 7 amb hipoplasia cerebel·losa
- Malaltia hepàtica, greu congènita
- Síndrome de Loeys-Dietz 1 i 2
- Malformació limfàtica 6
- Displàsia mandibuloacral síndrome progeroide
- Displàsia mandibuloacral amb lipodistròfia tipus A
- Displàsia mandibuloacral amb lipodistròfia tipus B
- Disostosi mandibulofacial amb alopècia
- Síndrome de disostosi mandibulofacial-microcefàlia
- Síndrome progeroide de Marbach-Rustad
- Síndrome de Marden-Walker
- Síndrome de Marfan
- Síndrome de Marshall
- Síndrome de Matthew-Wood
- Síndrome de Mayer-Rokitansky-Küster-Hauser tipus 2
- Síndrome de Meckel 13 i 14
- Síndrome de Meckel, tipus 1
- Síndrome de megalocòrnia-discapacitat intel·lectual
- Síndrome de Melnick-Needles
- Síndrome de Menke-Hennekam 1 i 2
- Nanisme primordial osteodisplàstic microcefàlic, tipus 3
- Nanisme primordial microcefàlic a causa de la deficiència de ZNF335
- Microcefàlia 13, primària, autosòmica recessiva
- Microcefàlia 16, primària, autosòmica recessiva
- Microcefàlia 2, primària, autosòmica recessiva, amb o sense malformacions corticals
- Microcefàlia 4, primària, autosòmica recessiva

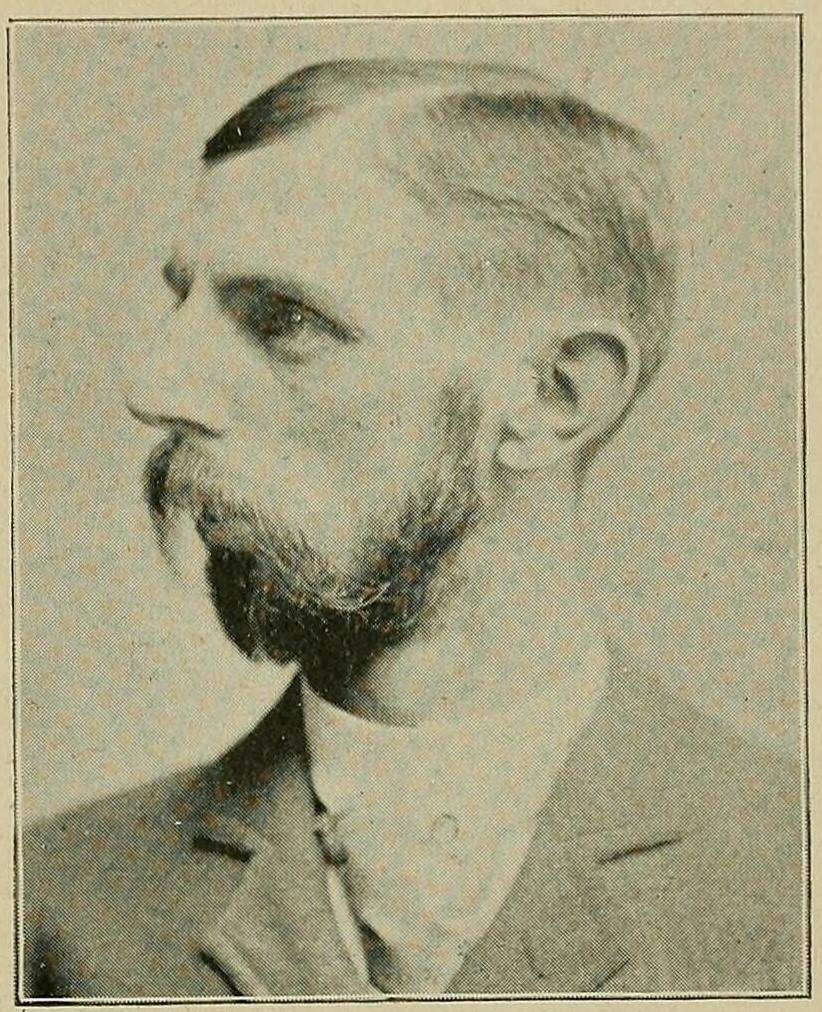
Micrognatisme a la microcefàlia (amb intel·ligència normal)

- Microcefàlia, intel·ligència normal i immunodeficiència
- Microftàlmia, sindròmica 12
- Síndrome de Miller
- Síndrome de Mohr
- Mucolipidosi tipus II
- Mucopolisacaridosi, MPS-I-H/S
- Síndrome d'anomalies congènites múltiples-hipotònia-convulsions 1 i 2
- Miopatia miofibril·lar 8
- Síndrome de Nager
- Displàsia esquelètica letal relacionada amb NEK9
- Miopatia nemalínica 9
- Síndrome progeroide pseudo-hidrocefàlic neonatal
- Síndrome nefròtica, tipus 11
- Síndrome de progèria Nestor-Guillermo
- Síndrome de Neu-Laxova 1 i 2
- Neuropatia, hipomielinitzant congènita, 3
- Síndrome de Noonan 1, 2 i 13
- Displàsia oculodentodigital, autosòmica recessiva
- Síndrome d'Ogden
- Fidura orofacial 13
- Síndrome orofacial-digital IV
- Síndrome orofaciodigital tipus 6 i 14
- Osteogènesi imperfecta tipus 3, 10, 12 i 18
- Osteopathia striata amb esclerosi cranial
- Síndrome oto-palato-digital, tipus II
- Displàsia oto-espondilo-megaepifisial, autosòmica recessiva
- Síndrome de Pallister-Killian
- Trombocitopènia de Paris-Trousseau
- Heterotopia nodular periventricular 7
- Síndrome de Perlman
- Trastorn de la biogènesi del peroxisoma 10A (Zellweger)
- Trastorn de la biogènesi del peroxisoma 13A (Zellweger)
- Trastorn de la biogènesi del peroxisoma 1A (Zellweger)
- Trastorn de la biogènesi del peroxisoma 2A (Zellweger)
- Trastorn de la biogènesi del peroxisoma 5A (Zellweger)
- PGM1-trastorn congènit de la glicosilació
- Síndrome Phelan-McDermid
- Seqüència de Pierre Robin amb pectus excavatum i anomalies costelles i escapulars
- Síndrome de Pierre Robin-síndrome d'anomalia faciodigital
- Poiquiloderma amb neutropènia
- Polimicrogíria amb o sense síndrome d'Ehlers-Danlos de tipus vascular
- Hipoplasia pontocerebel·losa tipus 2E, 7 i 12
- Síndrome de Potocki-Lupski
- Deficiència de prolidasa
- Picnodisostosi

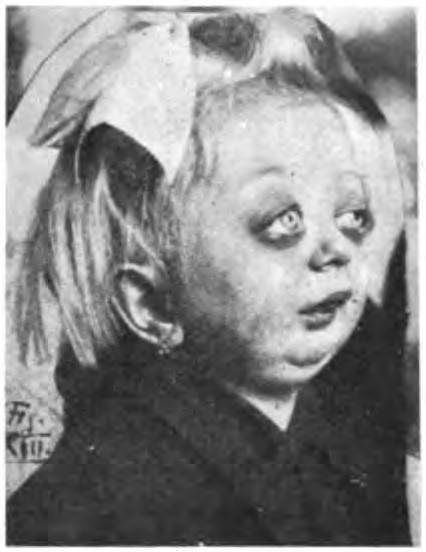
Micrognatisme a la síndrome de Carpenter

- Síndrome de Carpenter relacionat amb RAB23
- Síndrome de Renpenning
- Dermopatia restrictiva 1
- RFT1-trastorn congènit de la glicosilació
- Condrodisplàsia punctata rizomèlica tipus 1 i 2
- Síndrome de Ritscher-Schinzel 1 i 3
- Síndrome de focomèlia de Roberts-SC
- Síndrome de Robinow, autosòmica recessiva 2
- Síndrome de Rothmund-Thomson tipus 2
- Síndrome de Rubinstein-Taybi a causa de la microdeleció 16p13.3
- Síndrome de Rubinstein-Taybi a causa de mutacions CREBBP.
- Síndrome de Rubinstein-Taybi per haploinsuficiència EP300
- Síndrome de Schwartz-Jampel tipus 1
- Síndrome de Seckel 1, 2, 5, 8 i 9
- Síndrome SHORT
- Síndrome de Shprintzen-Goldberg
- Síndrome de Silver-Russell 1 i 2
- Síndrome de Smith-Lemli-Opitz
- Atròfia muscular espinal, extremitat inferior predominant, 2b, inici prenatal, autosòmica dominant
- Síndrome de fusió esplenogonadal-defectes de les extremitats-micrognatia
- Displàsia espondiloepimetafisaria amb laxitud articular, tipus 1, amb o sense fractures
- Displàsia espondiloepimetafisaria-extremitat curta-síndrome de calcificació anormal
- Deficiència d'esqualè sintasa.
- Trastorn congènit de la glicosilació SSR4
- Síndrome de Stickler tipus 1 i 2
- Síndrome de Stromme
- Discapacitat intel·lectual lligada a l'X sindròmica tipus Claes-Jensen
- Discapacitat intel·lectual sindròmica lligada a X tipus Najm
- Síndrome de Tetraamelia 1 i 2
- Síndrome de sordesa conductora dels lòbuls de les orelles engrossits
- Síndrome de Toriello-Carey
- Síndrome de Treacher Collins
- Ventriculomegàlia i artrogriposi
- Síndrome de Vici
- Síndrome de la cara xiuladora, forma recessiva
- Síndrome de Wiedemann-Steiner
- Discapacitat intel·lectual lligada a l'X amb habitus marfanoide
- Síndrome de Yunis-Varon
- Síndrome de Zaki